# Campeonato Europeu de Ciclismo em Pista de 2020
O XI Campeonato Europeu de Ciclismo em Pista celebrou-se na Plovdiv (Bulgária) entre a 11 e a 15 de novembro de 2020 baixo a organização da União Europeia de Ciclismo (UEC) e a Federação Búlgara de Ciclismo.
As competições realizaram-se no velódromo Kolodrum da cidade búlgara. Foram disputadas 22 provas, 11 masculinas e 11 femininas.

## Calendário
| ● | Preliminares | F | Final |

| Data                 | Meu 11        | Ju 12         | Vi 13         | Sá 14         | Do 15         |
| Hora→ Prova ↓        | 18:00 – 20:55 | 18:00 – 21:00 | 18:00 – 21:50 | 18:00 – 21:00 | 14:00 – 17:15 |
| -------------------- | ------------- | ------------- | ------------- | ------------- | ------------- |
| Velocidade ind.      |               | ●             | F             |               |               |
| Velocidade por eqs.  | F             |               |               |               |               |
| Perseguição ind.     |               |               |               | F             |               |
| Perseguição por eqs. | ●             | F             |               |               |               |
| 1 km contrarrelógio  |               |               |               |               | F             |
| Pontuação            |               |               |               | F             |               |
| Scratch              |               | F             |               |               |               |
| Keirin               |               |               |               | F             |               |
| Eliminação           | F             |               |               |               |               |
| Madison              |               |               |               |               | F             |
| Omnium               |               |               | F             |               |               |

| Data                 | Meu 11        | Ju 12         | Vi 13         | Sá 14         | Do 15         |
| Hora→ Prova ↓        | 18:00 – 20:55 | 18:00 – 21:00 | 18:00 – 21:50 | 18:00 – 21:00 | 14:00 – 17:15 |
| -------------------- | ------------- | ------------- | ------------- | ------------- | ------------- |
| Velocidade ind.      |               | ●             | F             |               |               |
| Velocidade por eqs.  | F             |               |               |               |               |
| Perseguição ind.     |               |               | F             |               |               |
| Perseguição por eqs. | ●             | F             |               |               |               |
| 500 m contrarrelógio |               |               |               |               | F             |
| Pontuação            |               |               |               | F             |               |
| Scratch              | F             |               |               |               |               |
| Keirin               |               |               |               | F             |               |
| Eliminação           |               | F             |               |               |               |
| Madison              |               |               |               |               | F             |
| Omnium               |               |               | F             |               |               |

1. 1 2  Hora local de Bulgária: UTC+2.
2. 1 2  Consiste em quatro provas: scratch, tempo, eliminação e pontuação.

## Medalhistas

### Masculino
| Evento                          | Ouro                                                                                       | Prata                                                                             | Bronze                                                                           |
| ------------------------------- | ------------------------------------------------------------------------------------------ | --------------------------------------------------------------------------------- | -------------------------------------------------------------------------------- |
| Velocidade individual (13.11)   | Maximilian Levy · Alemanha                                                                 | Denis Dmitriyev · Rússia                                                          | Vasilijus Lendel · Lituânia                                                      |
| Velocidade por equipas (11.11)  | Rússia · Denis Dmitriyev · Pavel Yakushevski · Ivan Gladyshev · Alexandr Sharapov · 43,007 | Chéquia · Tomáš Bábek · Dominik Topinka · Jakub Šťastný · Martin Čechman · 43,925 | Grécia · Sotirios Bretas · Ioannis Kaloyerópulos · Konstantinos Livanós · 44,098 |
| Perseguição individual (14.11)  | Ivo Oliveira · Portugal · 4:08,116                                                         | Jonathan Milan · Itália · 4:08,772                                                | Lev Gonov · Rússia · 4:07,720                                                    |
| Perseguição por equipas (12.11) | Rússia · Alexandr Dubchenko · Lev Gonov · Nikita Bersenev · Alexandr Yevtushenko · —       | Itália · Francesco Lamon · Stefano Moro · Jonathan Milan · Gidas Umbri · ALC      | Suíça · Claudio Imhof · Simon Vitzthum · Lukas Rüegg · Dominik Bieler · 3:55,051 |
| 1 km contrarrelógio (15.11)     | Tomáš Bábek · Chéquia · 1:00,517                                                           | Ethan Vernon · Reino Unido · 1:00,999                                             | Jonathan Milan · Itália · 1:01,009                                               |
| Corrida por pontos (14.11)      | Sebastián Mora Vedri · Espanha · 51 pts.                                                   | Matteo Donegà · Itália · 42 pts.                                                  | Daniel Crista · Roménia · 40 pts.                                                |
| Scratch (12.11)                 | Iúri Leitão · Portugal                                                                     | Roman Hladysh · Ucrânia                                                           | Oliver Wood · Reino Unido                                                        |
| Keirin (14.11)                  | Maximilian Levy · Alemanha                                                                 | Denis Dmitriyev · Rússia                                                          | Sotirios Bretas · Grécia                                                         |
| Madison (15.11)                 | Sebastián Mora Vedri · Albert Torres Barceló · Espanha · 53 pts.                           | Ivo Oliveira · Rui Oliveira · Portugal · 43 pts.                                  | Francesco Lamon · Stefano Moro · Itália · 33 pts.                                |
| Eliminação (11.11)              | Matthew Walls · Reino Unido                                                                | Iúri Leitão · Portugal                                                            | Serguei Rostovtsev · Rússia                                                      |
| Omnium (13.11)                  | Matthew Walls · Reino Unido · 128 pts.                                                     | Yauheni Karaliok · Bielorrússia · 116 pts.                                        | Iúri Leitão · Portugal · 115 pts.                                                |

### Feminino
| Evento                          | Ouro                                                                                               | Prata | Bronze                                                                                       |
| ------------------------------- | -------------------------------------------------------------------------------------------------- | --- | -------------------------------------------------------------------------------------------- |
| Velocidade individual (13.11)   | Anastasia Voinova · Rússia                                                                         | Daria Shmeleva · Rússia                                                                                     | Olena Starikova · Ucrânia                                                                    |
| Velocidade por equipas (11.11)  | Rússia · Anastasia Voinova · Daria Shmeleva · Natalia Antonova · Yekaterina Rogovaya · 46,852      | Reino Unido · Millicent Tanner · Blaine Ridge-Davis · Lusia Steele · Lauren Bate · 48,531                   | Ucrânia · Liubov Basova · Olena Starikova · Olexandra Lohviniuk · 49,296                     |
| Perseguição individual (13.11)  | Neah Evans · Reino Unido · 3:29,456                                                                | Martina Alzini · Itália · 3:32,386                                                                          | Silvia Valsecchi · Itália · 3:28,878                                                         |
| Perseguição por equipas (12.11) | Reino Unido · Josie Knight · Laura Kenny · Katie Archibald · Neah Evans · Elinor Barker · 4:10,437 | Itália · Martina Alzini · Elisa Balsamo · Chiara Consonni · Vittoria Guazzini · Rachele Barbieri · 4:13,632 | Ucrânia · Anna Nahirna · Tetiana Klimchenko · Viktoriya Bondar · Yuliya Biriukova · 4:33,833 |
| 500 m contrarrelógio (15.11)    | Daria Shmeleva · Rússia · 32,720                                                                   | Anastasia Voinova · Rússia · 33,719                                                                         | Miriam Vece · Itália · 33,769                                                                |
| Corrida por pontos (14.11)      | Katie Archibald · Reino Unido · 57 pts.                                                            | Silvia Zanardi · Itália · 39 pts.                                                                           | Karolina Karasiewicz · Polónia · 35 pts.                                                     |
| Keirin (14.11)                  | Olena Starikova · Ucrânia                                                                          | Sára Kaňkovská · Chéquia                                                                                    | Helena Casas Roige · Espanha                                                                 |
| Madison (15.11)                 | Elisa Balsamo · Vittoria Guazzini · Itália · 52 pts.                                               | Diana Klimova · Mariya Novolodskaya · Rússia · 51 pts.                                                      | Laura Kenny · Elinor Barker · Reino Unido · 38 pts.                                          |
| Scratch (11.11)                 | Martina Fidanza · Itália                                                                           | Hanna Tseraj · Bielorrússia                                                                                 | Tetiana Klimchenko · Ucrânia                                                                 |
| Eliminação (12.11)              | Elinor Barker · Reino Unido                                                                        | Rachele Barbieri · Itália                                                                                   | Maria Martins · Portugal                                                                     |
| Omnium (13.11)                  | Elisa Balsamo · Itália · 135 pts.                                                                  | Laura Kenny · Reino Unido · 126 pts.                                                                        | Mariya Novolodskaya · Rússia · 114 pts.                                                      |

## Medalheiro
| Ordem | País         | Medalha de ouro | Medalha de prata | Medalha de bronze | Total |
| ----- | ------------ | --------------- | ---------------- | ----------------- | ----- |
| 1     | Reino Unido  | 6               | 3                | 2                 | 11    |
| 2     | Rússia       | 5               | 5                | 3                 | 13    |
| 3     | Itália       | 3               | 7                | 4                 | 14    |
| 4     | Portugal     | 2               | 2                | 2                 | 6     |
| 5     | Espanha      | 2               | 0                | 1                 | 3     |
| 6     | Alemanha     | 2               | 0                | 0                 | 2     |
| 7     | Chéquia      | 1               | 2                | 0                 | 3     |
| 8     | Ucrânia      | 1               | 1                | 4                 | 6     |
| 9     | Bielorrússia | 0               | 2                | 0                 | 2     |
| 10    | Grécia       | 0               | 0                | 2                 | 2     |
| 11    | Lituânia     | 0               | 0                | 1                 | 1     |
| 11    | Polónia      | 0               | 0                | 1                 | 1     |
| 11    | Roménia      | 0               | 0                | 1                 | 1     |
| 11    | Suíça        | 0               | 0                | 1                 | 1     |
|       | TOTAL        | 22              | 22               | 22                | 66    |